# Oyón
Oyón (in castigliano) o Oion (in basco), è un comune spagnolo  situato nella comunità autonoma dei Paesi Baschi.

## Geografia antropica

### Località
Il comune annovera le località di Barriobusto/Gorrebusto e Labraza, ex comuni aggregatisi nel 1977.